# 俄羅斯入侵烏克蘭的海戰
俄罗斯入侵乌克兰的海战始于2022年2月24日，当日俄罗斯軍隊及頓巴斯親俄武装对乌克兰发动全面入侵，这象征2014年以來俄乌战争的重大升级。媒体报道和关注入侵主要是在陆地和空中方面。然而，在冲突期间，海上交战也产生了重要影响。关于乌克兰通过黑海出口粮食的争端也发挥了重要作用。尽管乌克兰海军在战争初期就损失了大部分舰船，但仍然依靠导弹、无人艇和无人机与俄罗斯黑海舰队交战。

## 2022年

### 乌克兰海军的损失
別爾江斯克一處小型的海軍基地於當地時間2022年2月27日被攻入市內的俄軍佔領。同年3月3日，烏克蘭海軍旗艦格特曼·萨盖达奇内号护卫舰为避免被俄軍擄獲之後資敵、打擊己方士氣，在尼古拉耶夫港悲壮自沉。同日，乌海军美制斯拉维扬斯克号巡逻舰被俄海军反舰导弹击沉。

### 蛇島戰役
2022年2月24日，在入侵开始之际，俄罗斯联邦便登陆并占領了該地，乌克兰政府早期聲稱14名蛇島守軍為國捐驅并授予他們乌克兰英雄。但后來被俄罗斯否認稱是島上82名守軍投降。在戰役期間乌克兰士兵罗曼·格里博夫面對俄軍要求投降后回应了經典名言俄罗斯军舰，去你妈的。
6月30日，俄羅斯稱作战任务已完成，为“释放善意”撤离蛇岛。但大眾普遍認為是俄羅斯經不起乌克兰襲擊才撤退。7月4日，乌克兰證實己控制蛇岛。

### 别尔江斯克袭击
3月24日，乌克兰宣称对别尔江斯克港发动了攻击，击毁俄军1171型登陆舰萨拉托夫号，击伤775型大型登陆舰恺撒·库尼科夫号和新切尔卡斯克号。

### 莫斯科号巡洋舰沉没
4月14日，莫斯科号导弹巡洋舰在附近海域沉没，舰上450名官兵下落不明，乌克兰与美国皆称莫斯科号是遭乌军使用海王星反舰导弹击沉；俄国官方则称莫斯科号是因為天氣原因沉没，死亡人数为1人，另有27人失踪。

### 水雷战
乌克兰的海港遭到俄罗斯布设的水雷封锁。在黑海谷物倡议签署后，货船可沿一条排过雷的航道驶离乌克兰港口。
与此同时，俄军在攻占马里乌波尔后，完成了港口的排雷工作。

### 塞瓦斯托波尔袭击
10月29日，俄罗斯宣布，乌克兰使用16架无人机攻击了塞瓦斯托波尔港，俄罗斯的一艘扫雷艇受损。俄方指责是受英国训练的乌军第73海上特种作战中心所为。

## 2023年

### 袭击克里米亚大桥
7月17日，乌克兰海军使用了“海上宝贝”无人艇对克里米亚大桥发动了攻击。该无人艇据称可携带850千克的爆炸物，且机动能力较强。

### 新罗西斯克港袭击
8月4日，乌克兰海军的2艘无人艇针对俄罗斯新罗西斯克的海军基地发动了自杀攻击，无人艇装载了450公斤炸药。乌方称本次攻击造成俄罗斯“奥列涅戈尔斯基·戈尔尼亚克”号大型登陆舰严重损坏，已无法执行战斗任务；俄方则称“来袭无人舰艇均被摧毁”。次日，乌军无人艇又在刻赤海峡以南海域击伤俄罗斯“白鲑鱼”号货轮。
8月17日，俄羅斯媒體報導指烏克蘭武裝部隊試圖使用一艘無人艇攻擊俄羅斯黑海艦隊的船隻，而好奇號巡邏艦和瓦西里·貝科夫號巡邏艦擊退攻擊。

### 国旗飘扬在克里米亚上空
8月24日，乌克兰国防部情报总局宣布乌克兰空军和乌克兰海军参与了在克里米亚西部塔尔汉库特半岛的马雅克镇和奥列尼夫卡镇附近的特别行动，乌克兰军队在克里米亚进行了两栖登陆和空降部署，乌克兰国防部情报总局宣布行动的所有目标均已完成，俄罗斯军队遭受伤亡，是自2014年以来乌克兰国旗再次飘扬在克里米亚半岛上空。

### 俄罗斯黑海舰队总部遇襲
9月22日，乌克兰用導彈襲擊黑海舰队总部，乌克兰官方稱作捕蟹器行動。俄羅斯宣稱只有1名士兵死亡。乌克兰稱亚历山大·罗曼丘克上将，伤势非常严重，奥列格·采科夫中将則仍在昏迷，而黑海舰队总司令维克托·索科洛夫海军上将陣亡。不過维克托·索科洛夫的死最终被证实为虚假新闻（請見2022年入侵乌克兰期间的俄罗斯将军阵亡列表和维克托·索科洛夫#事迹）。
12月26日凌晨，俄罗斯黑海舰队的新切尔卡斯克号大型登陆舰被乌克兰空军击毁于费奥多西亚俄占区的港口，军舰起火坐沉。

## 2024年
2月1日，“伊万诺维茨”号导弹艇被烏克蘭無人水面載具——MAGURA V5型自杀式无人艇击沉。
2月14日，乌克兰武装部队总参谋部宣布，俄罗斯凯撒·库尼科夫号被MAGURA V5击沉。
3月5日，烏克蘭國防部情報總局發佈消息稱，該局第十三特種部隊於當日凌晨00:50分左右，使用五艘MAGURA V5，在克里米亞刻赤海峽附近，成功擊沉俄罗斯謝爾蓋·科托夫號巡邏艦。根據烏克蘭國防部情報總局公佈的影片，有三架無人艇擊中該艦，造成嚴重損壞。該艦上的一架卡-29直升機、一門76.2口徑AK-176艦炮和一門AK-630近迫武器系統也被摧毀。乌方还声称造成7名船員死亡、6名船員受傷，52名船員從被摧毀的艦隻上撤離。
3月24日，乌克兰武装部队总参谋部宣称成功击中俄军“亚马尔”号和“亚速”号两艘登陆舰、通信中心和多处基础设施。
7月3日，俄罗斯黑海舰队宣称击沉3艘乌克兰自杀式无人艇。
8月9日，俄罗斯第聂伯集团军表示，乌克兰海军20艘登陆艇试图在金布恩沙嘴登陆，但被俄军击退；乌军有2艘登陆艇被击毁，12人战死。
8月23日，乌克兰海军在克拉斯诺达尔边疆区高加索港成功击沉一艘装有30个油罐的俄罗斯渡轮，乌方称该船是合法的攻击目标。
12月31日，烏克蘭國防部公佈一段影片，指GUR的MAGURA V5無人快艇在克里米亞使用R-73 海龍防空導彈擊落一架Mi-8直升機。

## 2025年
5月2-3日，俄乌之间发生海战，乌克兰国防部情报总局声称MAGURA 7無人快艇击落2架苏-30战斗机；俄罗斯称共击沉乌克兰海军20多艘无人艇。

## 黑海谷物倡议
黑海谷物倡议于2022年7月22日至2023年7月17日生效，保证从乌克兰某些港口通过船只安全运送粮食。
在黑海粮食倡议生效期结束后，俄罗斯国防部表示，所有前往乌克兰的船只都可能携带军用货物。在同一份声明中，俄罗斯宣布黑海东南部和西北部地区暂时不安全航行。

## 图集

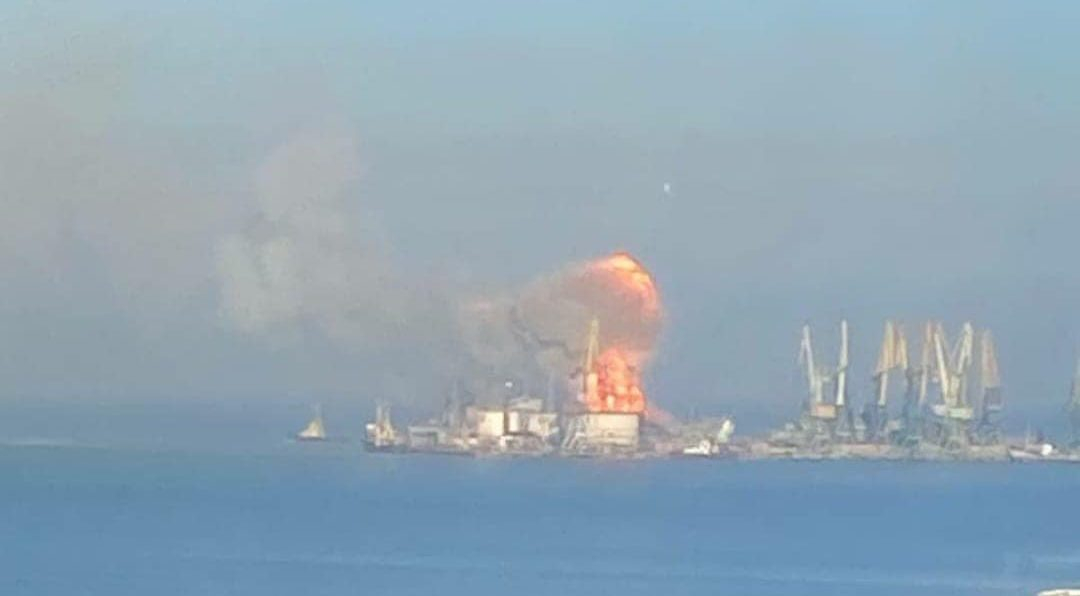
2022年3月24日，一艘俄舰在别尔江斯克爆炸
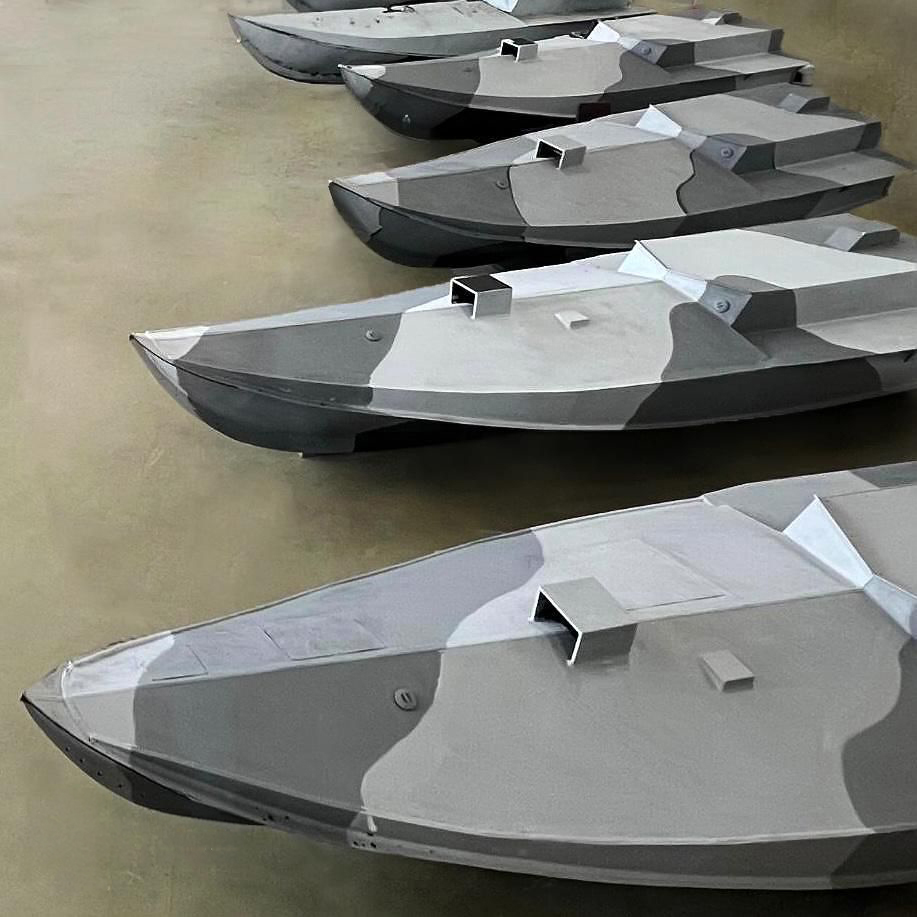
乌克兰海军的无人艇
- 乌克兰无人艇攻击俄罗斯凯撒·库尼科夫号登陆舰
- 乌克兰MAGURA V5无人艇攻击俄罗斯謝爾蓋·科托夫號巡邏艦